# 分析力学
分析力学是理论力学的一个分支，是对经典力学的高度数学化的表达。可以认为1788年拉格朗日发表的奠基之作《分析力学（Mécanique analytique）》是此分支的开始。
经典力学最初的表达形式由牛顿给出，大量运用几何方法和矢量作为研究工具，因此它又被称为矢量力学（有时也叫“牛顿力学”）。拉格朗日、哈密顿、雅可比等人使用广义坐标和变分法，建立了一套同矢量力学等效的力学表述方法。同矢量力学相比，分析力学的表述方法具有更大的普遍性。很多在矢量力学中极为复杂的问题，运用分析力学可以较为简便的解决。分析力学的方法可以推广到量子力学系统和复杂动力学系统中，在量子力学和非线性动力学中都有重要应用。
分析力学又分为拉格朗日力学和哈密顿力学。前者以拉格朗日量刻画力学系统，运动方程称为拉格朗日方程，后者以哈密顿量刻画力学系统，运动方程为哈密顿方程。

## 参阅
- 经典力学
- 拉格朗日力学
- 哈密顿力学